# Piscina Olimpia
La piscina Olimpia è un complesso sportivo di Colle di Val d'Elsa, composto da una vasca natatoria scoperta e da una coperta. In essi si possono praticare tutti gli sport acquatici.

## La piscina scoperta
L'impianto scoperto, costruito con il contributo e la manodopera dei cittadini di Colle di Val d'Elsa che hanno fornito gratuitamente materiale e manodopera e si sono tassati, con una sottoscrizione pubblica per far fronte alle spese, è stato inaugurato l'11 agosto 1965 ed aperto al pubblico li 15 agosto dello stesso anno.
Il complesso consta di una vasca natatoria scoperta di 50 x 18 m, dotata di trampolini e piattaforme per tuffi da 10, 7,5 e 3,5 metri, una piscina per bambini ed un parco alberato. La profondità della vasca varia dai 0,80 ai 5 m. L'immobile a due piani che completa l'impianto, è destinato ai servizi: spogliatoi e bar al piano terra; bar, sala ristorante e salone per il ballo ed altre attività al piano superiore (che negli anni 60 e 70 ha ospitato molti nomi noti dello spettacolo). La stagione natatoria inizia a giugno e termina alla fine di agosto. Vi si svolgono corsi di nuoto per tutte le età e di tuffi.
La vasca con misure olimpiche è stata teatro di avvenimenti sportivi a livello nazionale (primi fra tutti i campionati nazionali assoluti di tuffi che ha ospitato diverse volte campioni storici di livello mondiale come Klaus Dibiasi e Giorgio Cagnotto e, per il nuoto, la campionessa e primatista mondiale Novella Calligaris).
Più volte ha ospitato i ritiri ed allenamenti di importanti gruppi sportivi, come la Rari Nantes Florentia di Gianni De Magistris e la GEAS di Sesto San Giovanni, ed i ritiri collegiali della nazionale italiana di tuffi. L'impianto natatorio è stato recentemente oggetto di ristrutturazione che ha interessato l'intera vasca e l'impianto per i tuffi.

## La piscina coperta
La piscina coperta, costruita a cura dell'Amministrazione Comunale, disegnata e progettata dall'Ing. Guccio Galluzzi, è stata inaugurata il 18 aprile 2004. L'impianto comprende una vasca agonistica per nuoto e pallanuoto di 25 per 16 m, con piattaforme e trampolini per i tuffi (l'impianto per i tuffi, con piattaforme di 3 e 5 m e con trampolini molleggiati di 1 e 3 m, si afferma come uno dei maggiori a livello nazionale), una vasca di 21 per 8 m, con una profondità variabile tra gli 0,80 ed 1,10 m, una vasca con idromassaggio, una corsia per il nuoto contro-corrente ed una corsia attrezzata per la riabilitazione funzionale. Una palestra polifunzionale completa la struttura.
L'impianto è aperto tutto l'anno tranne che nel periodo estivo quando è operativo l'impianto scoperto.
Vi si organizzano corsi di nuoto per tutte le età e di tuffi, di hydrofitness, di Acquagym e idrobike, di ginnastica in acqua, di salvamento, di sport subacquei, e per le gestanti. Vi si svolgono, oltre al nuoto ed ai tuffi, pallanuoto e nuoto sincronizzato.

## Il gruppo sportivo
Con la nascita della piscina fu costituito anche, nel 1965, il gruppo sportivo che si è subito affermato come uno dei principali a livello provinciale e regionale, raggiungendo lusinghieri risultati anche a livello nazionale.
Nel 1966 al nuoto si affianca il pattinaggio a rotelle che viene inizialmente svolto nella pista adiacente alla piscina (ora non più esistente dopo la costruzione dei nuovi impianti nella zona dell'Abbadia e la costruzione della piscina coperta). L'attività del pattinaggio fornirà, anche in tempi recenti, lusinghiere affermazioni a livello nazionale ed internazionale.
Nacque anche una squadra di hockey su pista che ottenne subito un buon successo: la vittoria del campionato di Serie C nel 1969. A causa di problemi finanziari si dovette però rinunciare alla Serie B e l'attività entrò in crisi, tanto da cessare dopo qualche anno.
Nel 1970 alle attività già svolte si unisce il Jūdō che ben presto però, con la Judo Kway Valdelsa, avrà vita autonoma. Anche in questo caso notevoli sono i traguardi raggiunti a livello nazionale.
Con il tempo il Gruppo Sportivo Olimpia avrebbe formato anche una squadra di pallavolo ed una di pallacanestro. Quest'ultima, fondendosi con la P.G.S. Pietro Larghi Volley, avrebbe dato vita alla squadra del Colle Basket. A queste si sarebbero affiancate la sezione di atletica e quella di ciclismo. Nel 1977 il Gruppo Sportivo si trasforma in Polisportiva Olimpia.